# Imantodes lentiferus
Imantodes lentiferus es una especie de serpiente de la familia Colubridae y subfamilia Dipsadinae. Se distribuye por la mayor parte de la región neotropical: Cuenca Amazónica y del Orinoco.
Es una especie muy delgada y puede llegar hasta el metro y medio de largo. Se diferencia de la especie simpátrica Imantodes cenchoa por tener 15 filas de escamas dorsales, en vez de 17 como en I. cenchoa y por tener un color más claro y con manchas dorsales menos grandes. Es una especie arbórea y se alimenta principalmente de lagartijas